# Eurhopalothrix browni
Eurhopalothrix browni é uma espécie de formiga do gênero Eurhopalothrix, pertencente à subfamília Myrmicinae.